# Neil Barry Moss
Neil Barry Moss (geb. 1990 in Südafrika) ist ein südafrikanisch-deutscher Opernregisseur, Bühnen- und Kostümbildner. Seit dem 1. September 2024 ist er Intendant des Landestheaters Coburg, nach vorheriger Tätigkeit als Operndirektor dort.

## Biografie
Moss studierte Operngesang, Musik- und Theaterwissenschaften in Kapstadt  und schloss 2015 das Regiestudium in Verona ab. Im selben Jahr feierte er sein Regiedebüt mit Die Hochzeit des Figaro am Teatro Rossini in Pesaro. Von 2016 bis 2019 wirkte er an der Staatsoper Hannover als Regieassistent, Regisseur und Kostümbildner. 2018 erhielt er den 2. Preis beim 10. Europäischen Opernregie-Preis (EOP) in Zürich. Von 2019 bis 2023 war er Spielleiter an der Deutschen Oper Berlin und inszenierte dort u. a. Das Rheingold auf dem Parkdeck (2020), das große Beachtung fand. 2022 führte er Fausts Verdammnis in der Coburger Morizkirche auf und inszenierte 2023/24 Macbeth sowie Hänsel und Gretel – letztere inklusive Bühnen- und Kostümbild – im neu errichteten Globe Coburg.

## Arbeit am Landestheater Coburg
Ab der Spielzeit 2023/24 übernahm Moss die Funktion des Operndirektors und gehörte dem Direktorium des Hauses an. Seit dem 1. September 2024 fungiert er offiziell als Intendant, gemeinsam mit dem kaufmännischen Direktor Bernd Vorjans, im Rahmen der Rückkehr zum Intendantenmodell.
Sein ursprünglicher Vertrag lief bis Sommer 2027, wurde aber im April 2025 vorzeitig um zwei Jahre bis August 2029 verlängert.
Unter seiner Leitung wurden Produktionen wie Il trittico, Der fliegende Holländer und das Musical Chicago realisiert, zugleich eröffnete er den Theaterball im Globe sowie strategische Maßnahmen zur Profilierung von Ensemble und Spielplan.